# این عشق (ترانه مارون فایو)
«این عشق» تک‌آهنگی از گروه موسیقی آلترنتیو راک مارون ۵ است که در سال ۲۰۰۴ میلادی منتشر شد. این ترانه در آلبوم ترانه‌هایی درباره جین (۲۰۰۲) قرار گرفت.
این تک‌آهنگ در چارت‌های ایتالیا، والونیا، اسکاتلند، فرانسه، سوئیس، ایرلند، نروژ، استرالیا، آلمان، نیوزلند، اتریش، بریتانیا، جزو ده ترانه اول قرار گرفت.